# Дновский район
Дно́вский райо́н — административно-территориальная единица (район) и муниципальное образование (муниципальный район) на востоке Псковской области России.
Административный центр — город Дно.

## География
Площадь 1194 км². Район граничит на юге с Дедовичским, на западе — с Порховским районами Псковской области, на севере и востоке — с Новгородской областью.
Основные реки — Шелонь, Полонка, Люта, Белка, Дубенка.

## История
Район образован 1 августа 1927 года.

## Население
| 1959    | 1970    | 1979    | 1989    | 2002    | 2009    | 2010    | 2011    | 2012    |
| ------- | ------- | ------- | ------- | ------- | ------- | ------- | ------- | ------- |
| 30 043  | ↘25 523 | ↘22 025 | ↘20 000 | ↘16 048 | ↘13 939 | ↘13 341 | ↘13 259 | ↘12 838 |
| 2013    | 2014    | 2015    | 2016    | 2017    | 2018    | 2019    | 2020    | 2021    |
| ↘12 418 | ↘12 120 | ↘11 840 | ↘11 662 | ↘11 459 | ↘11 222 | ↘10 971 | ↘10 771 | ↗10 882 |
| 2023    |         |         |         |         |         |         |         |         |
| ↘10 696 |         |         |         |         |         |         |         |         |

По состоянию на 1 января 2021 года из 10696 жителей района в городских условиях (в городе Дно) проживают 73,39 % населения района (или 7850 жителя), в сельских — 26,61 % или 2846 жителей.
По данным переписи населения 2010 года численность населения района составляла 13341 человек, в том числе 9061 городской житель (67,91 % от общего населения) и 4280 сельских жителей (32,08 %).

Национальный состав
По итогам переписи населения 2020 года проживали следующие национальности (национальности менее 0,1 % и другое, см. в сноске к строке «Другие»):
| Национальность | Численность, чел. | Доля     |
| -------------- | ----------------- | -------- |
| Русские        | 10 450            | 96,03 %  |
| Украинцы       | 55                | 0,51 %   |
| Азербайджанцы  | 43                | 0,40 %   |
| Белорусы       | 32                | 0,29 %   |
| Таджики        | 28                | 0,26 %   |
| Другие         | 274               | 2,51 %   |
| Итого          | 10 882            | 100,00 % |

## Населённые пункты
По переписи 2002 года в районе насчитывалось 146 сельских населённых пунктов, из которых в 16 деревнях население отсутствовало, в 26 деревнях жило от 1 до 5 человек, в 25 — от 6 до 10 человек, в 38 — от 11 до 25 человек, в 18 — от 26 до 50 человек, в 9 — от 51 до 100 человек, в 5 — от 101 до 200 человек, в 8 — от 201 до 500 человек и лишь в одной деревне — Морино — от 501 до 1000 человек.
По переписи 2010 года на территории района было расположено 146 сельских населённых пунктов, из которых в 31 деревне население отсутствовало, в 34 деревнях жило от 1 до 5 человек, в 31 — от 6 до 10 человек, в 20 — от 11 до 25 человек, в 14 — от 26 до 50 человек, в 4 — от 51 до 100 человек, в 7 — от 101 до 200 человек и в 5 — от 200 до 500 человек.
В Дновском районе 147 населённых пунктов в составе одного городского и двух сельских поселений:
| №   | Населённый пункт | Тип     | Население | Муниципальное образование |
| --- | ---------------- | ------- | --------- | ------------------------- |
| 1   | Адеришено        | деревня | ↘7        | Искровская волость        |
| 2   | Апраксино        | деревня | ↘6        | Выскодская волость        |
| 3   | Бабурино         | деревня | →4        | Искровская волость        |
| 4   | Белая            | деревня | ↘157      | Искровская волость        |
| 5   | Белошкино        | деревня | ↘88       | Искровская волость        |
| 6   | Бельско          | деревня | ↘0        | Искровская волость        |
| 7   | Бессолово        | деревня | ↘3        | Дно                       |
| 8   | Блошно           | деревня | ↘8        | Выскодская волость        |
| 9   | Большое Тресно   | деревня | ↘61       | Дно                       |
| 10  | Большое Юрково   | деревня | ↘144      | Дно                       |
| 11  | Большой Луг      | деревня | ↘0        | Искровская волость        |
| 12  | Борисиха         | деревня | ↘12       | Выскодская волость        |
| 13  | Быково           | деревня | →6        | Искровская волость        |
| 14  | Валуй            | деревня | ↘15       | Дно                       |
| 15  | Васьково         | деревня | ↘3        | Искровская волость        |
| 16  | Верхоручье       | деревня | ↘3        | Искровская волость        |
| 17  | Вилошки          | деревня | ↘4        | Искровская волость        |
| 18  | Вишенка          | деревня | ↘38       | Выскодская волость        |
| 19  | Вороново         | деревня | →0        | Искровская волость        |
| 20  | Вошково          | деревня | ↘10       | Дно                       |
| 21  | Врево            | деревня | ↘6        | Искровская волость        |
| 22  | Выскодь          | деревня | ↘184      | Выскодская волость        |
| 23  | Вязовно          | деревня | ↘11       | Искровская волость        |
| 24  | Вязье            | деревня | ↘11       | Искровская волость        |
| 25  | Гаврово          | деревня | ↘177      | Искровская волость        |
| 26  | Гарицы           | деревня | ↘9        | Искровская волость        |
| 27  | Гачки            | деревня | →0        | Дно                       |
| 28  | Гачки            | деревня | →0        | Выскодская волость        |
| 29  | Глазково         | деревня | ↘8        | Искровская волость        |
| 30  | Глухая Горушка   | деревня | →0        | Искровская волость        |
| 31  | Головино         | деревня | ↘11       | Искровская волость        |
| 32  | Голубово         | деревня | ↘30       | Искровская волость        |
| 33  | Гористо          | деревня | ↘10       | Искровская волость        |
| 34  | Городище         | деревня | ↘0        | Искровская волость        |
| 35  | Горушка          | деревня | ↘16       | Дно                       |
| 36  | Гривки           | деревня | ↘8        | Дно                       |
| 37  | Гривы            | деревня | ↘4        | Искровская волость        |
| 38  | Дачное           | посёлок | ↘299      | Выскодская волость        |
| 39  | Дно              | город   | ↗7850     | Дно                       |
| 40  | Долгуша          | деревня | ↘8        | Искровская волость        |
| 41  | Должицы          | деревня | ↘13       | Искровская волость        |
| 42  | Должицы          | деревня | ↘16       | Дно                       |
| 43  | Дроздиха         | деревня | ↘0        | Искровская волость        |
| 44  | Дубенка          | деревня | ↘18       | Искровская волость        |
| 45  | Дубня            | деревня | ↘16       | Искровская волость        |
| 46  | Дубняк           | деревня | →0        | Дно                       |
| 47  | Дуброво          | деревня | ↘17       | Искровская волость        |
| 48  | Егольско         | деревня | ↘8        | Выскодская волость        |
| 49  | Житиницы         | деревня | ↘1        | Искровская волость        |
| 50  | Загорье          | деревня | ↘8        | Выскодская волость        |
| 51  | Загузье          | деревня | ↘7        | Искровская волость        |
| 52  | Заклинские Горки | деревня | ↘4        | Искровская волость        |
| 53  | Заклинье         | деревня | ↘200      | Искровская волость        |
| 54  | Залесье          | деревня | ↘4        | Дно                       |
| 55  | Замошки          | деревня | ↘33       | Дно                       |
| 56  | Заольховье       | деревня | →8        | Выскодская волость        |
| 57  | Заполье          | деревня | ↘2        | Искровская волость        |
| 58  | Заполье          | деревня | ↘5        | Искровская волость        |
| 59  | Зарабочье        | деревня | ↗38       | Искровская волость        |
| 60  | Захонье          | деревня | →0        | Выскодская волость        |
| 61  | Заячья Гора      | деревня | →2        | Искровская волость        |
| 62  | Зерема           | деревня | ↘1        | Выскодская волость        |
| 63  | Ивашково         | деревня | →0        | Дно                       |
| 64  | Искра            | деревня | ↘374      | Искровская волость        |
| 65  | Калиновка        | деревня | →0        | Искровская волость        |
| 66  | Каменка          | деревня | ↘0        | Дно                       |
| 67  | Карзово          | деревня | ↗5        | Искровская волость        |
| 68  | Кипрово          | деревня | →0        | Дно                       |
| 69  | Кляновец         | деревня | ↘6        | Выскодская волость        |
| 70  | Коляница         | деревня | ↘12       | Выскодская волость        |
| 71  | Корпово          | деревня | →0        | Выскодская волость        |
| 72  | Корьхово         | деревня | ↘33       | Выскодская волость        |
| 73  | Костыжицы        | деревня | ↘2        | Дно                       |
| 74  | Красница         | деревня | ↘0        | Дно                       |
| 75  | Красный Бор      | деревня | ↗16       | Искровская волость        |
| 76  | Кривуха          | деревня | ↘45       | Выскодская волость        |
| 77  | Крутец           | деревня | ↘8        | Искровская волость        |
| 78  | Куровка          | деревня | →6        | Искровская волость        |
| 79  | Лужки            | деревня | ↘3        | Дно                       |
| 80  | Лукомо           | деревня | ↘127      | Дно                       |
| 81  | Лучкино          | деревня | ↘0        | Дно                       |
| 82  | Лысово           | деревня | ↘8        | Искровская волость        |
| 83  | Любонег          | деревня | ↘7        | Дно                       |
| 84  | Любянцы          | деревня | ↘3        | Дно                       |
| 85  | Люта             | деревня | ↘16       | Выскодская волость        |
| 86  | Лядинки          | деревня | ↘6        | Выскодская волость        |
| 87  | Лядины           | деревня | ↗9        | Дно                       |
| 88  | Малое Тресно     | деревня | →0        | Дно                       |
| 89  | Малый Луг        | деревня | ↗7        | Искровская волость        |
| 90  | Матвеиха         | деревня | ↗1        | Выскодская волость        |
| 91  | Межник           | деревня | ↘36       | Выскодская волость        |
| 92  | Межничок         | деревня | ↘3        | Искровская волость        |
| 93  | Михайлов Погост  | деревня | ↘48       | Выскодская волость        |
| 94  | Морино           | деревня | ↘443      | Выскодская волость        |
| 95  | Мочилки          | деревня | →4        | Искровская волость        |
| 96  | Нива             | деревня | →0        | Дно                       |
| 97  | Нинково          | деревня | ↘80       | Дно                       |
| 98  | Новодети         | деревня | ↘9        | Дно                       |
| 99  | Овинна           | деревня | ↘2        | Искровская волость        |
| 100 | Огоровоста       | деревня | ↘9        | Выскодская волость        |
| 101 | Осье             | деревня | ↘3        | Искровская волость        |
| 102 | Павлиха          | деревня | ↘4        | Выскодская волость        |
| 103 | Паклинский       | хутор   | ↘45       | Дно                       |
| 104 | Панкратово       | деревня | ↘149      | Выскодская волость        |
| 105 | Переходы         | деревня | ↘0        | Дно                       |
| 106 | Пески            | деревня | ↘0        | Искровская волость        |
| 107 | Пневно           | деревня | ↘5        | Искровская волость        |
| 108 | Подолжицы        | деревня | ↘0        | Дно                       |
| 109 | Подосье          | деревня | ↘1        | Дно                       |
| 110 | Полосы           | деревня | →1        | Дно                       |
| 111 | Поповщина        | деревня | ↗4        | Выскодская волость        |
| 112 | Поцелуево        | деревня | ↘12       | Выскодская волость        |
| 113 | Пригородный      | деревня | ↘33       | Дно                       |
| 114 | Раменье          | деревня | ↘2        | Дно                       |
| 115 | Рвы              | деревня | ↘10       | Выскодская волость        |
| 116 | Речки            | деревня | ↘0        | Искровская волость        |
| 117 | Рублево          | деревня | →0        | Выскодская волость        |
| 118 | Ручьи            | деревня | →0        | Искровская волость        |
| 119 | Селивановы Горки | деревня | ↘7        | Искровская волость        |
| 120 | Селище           | деревня | ↘9        | Искровская волость        |
| 121 | Селище           | деревня | ↘6        | Выскодская волость        |
| 122 | Симоново         | деревня | ↘11       | Искровская волость        |
| 123 | Скново           | деревня | ↘23       | Выскодская волость        |
| 124 | Скобенец         | деревня | ↘4        | Выскодская волость        |
| 125 | Скугры           | деревня | ↘257      | Дно                       |
| 126 | Смолино          | деревня | ↘4        | Дно                       |
| 127 | Сорокино         | деревня | ↘7        | Выскодская волость        |
| 128 | Соснивицы        | деревня | ↘3        | Дно                       |
| 129 | Старое Село      | деревня | ↘4        | Дно                       |
| 130 | Староселок       | деревня | ↘19       | Выскодская волость        |
| 131 | Старый Остров    | деревня | →0        | Искровская волость        |
| 132 | Стволино         | деревня | ↘44       | Выскодская волость        |
| 133 | Сухарево         | деревня | ↘17       | Дно                       |
| 134 | Твердилово       | деревня | ↘0        | Искровская волость        |
| 135 | Телепнево        | деревня | ↘0        | Искровская волость        |
| 136 | Филиппково       | деревня | ↘293      | Выскодская волость        |
| 137 | Хотовань         | деревня | ↘67       | Искровская волость        |
| 138 | Чащицы           | деревня | ↘3        | Выскодская волость        |
| 139 | Черевково        | деревня | ↘0        | Дно                       |
| 140 | Черемново        | деревня | ↘3        | Дно                       |
| 141 | Чернобожье       | деревня | ↘35       | Искровская волость        |
| 142 | Чубаково         | деревня | ↘0        | Дно                       |
| 143 | Шелелег          | деревня | ↘25       | Искровская волость        |
| 144 | Щиленка          | деревня | ↗30       | Искровская волость        |
| 145 | Щильско          | деревня | ↘44       | Дно                       |
| 146 | Юково            | деревня | ↘6        | Искровская волость        |
| 147 | Ясная Поляна     | деревня | ↘0        | Дно                       |

## Территориально-муниципальное устройство
В Дновский район с апреля 2015 года входит 3 муниципальных образования: 1 городское поселение и 2 сельских поселения (волости)
| № | Муниципальное образование | Статус МО | Административный центр | Количество населённых пунктов | Население | Площадь, км² |
| - | ------------------------- | --------- | ---------------------- | ----------------------------- | --------- | ------------ |
| 1 | Дно                       | ГП        | город Дно              | 45                            | ↗8528     | 293,3        |
| 2 | Выскодская волость        | СП        | деревня Выскодь        | 38                            | ↗1353     | 532,0        |
| 3 | Искровская волость        | СП        | деревня Искра          | 64                            | ↘1001     | 379,0        |

### История административного устройства

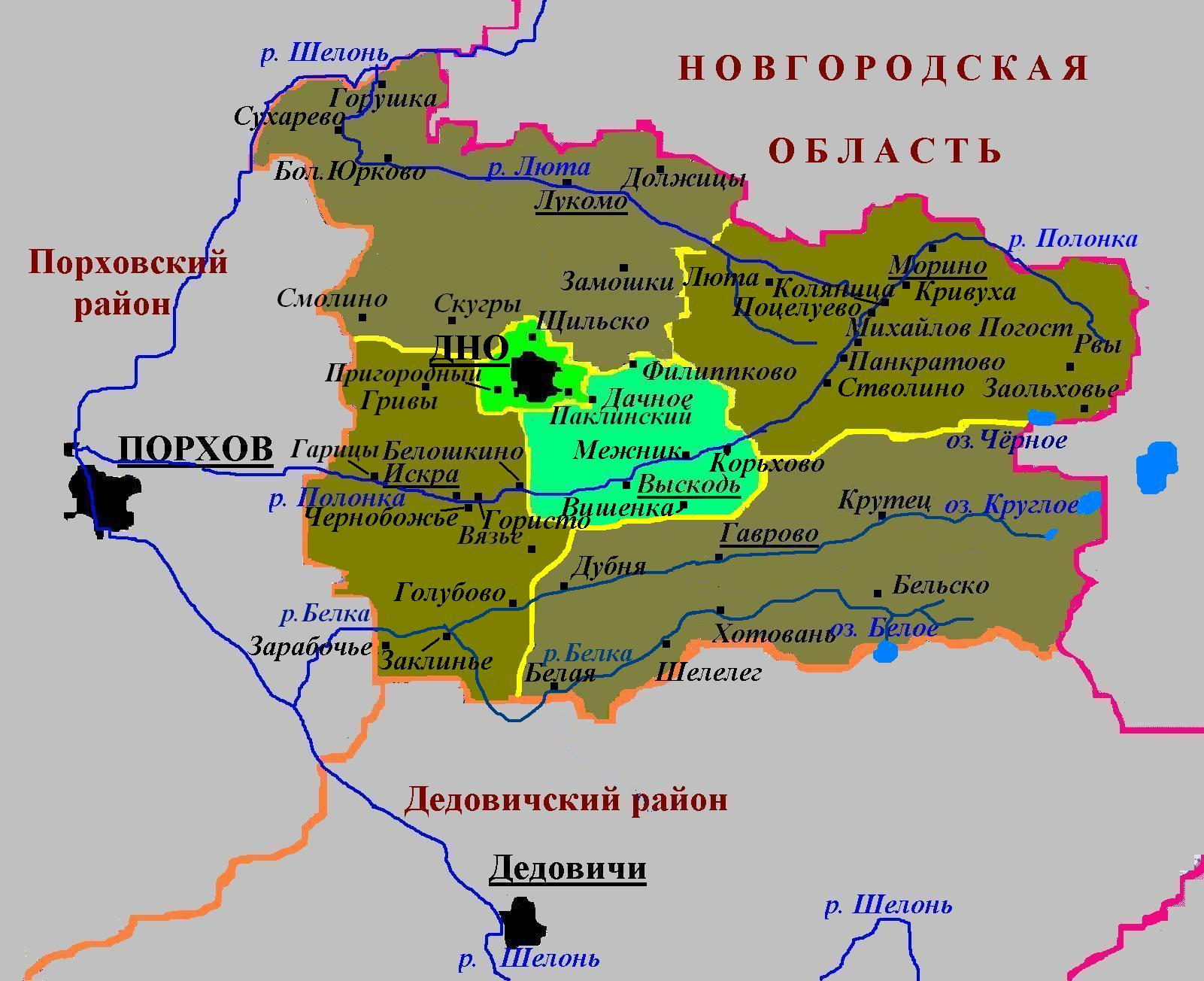
Административное деление Дновского района в 2006—2015 годах

Постановлением Псковского областного Собрания депутатов от 26 января 1995 года все сельсоветы в Псковской области были переименованы в волости, в том числе в Дновском районе появилось 8 волостей: Выскодская (д. Выскодь), Должицкая (д. Искра), Замошская (д. Лукомо), Голубовская (д. Заклинье), Моринская (д. Морино), Октябрьская (д. Гаврово), Панкратовская (д. Панкратово),  Юрковская (д. Большое Юрково). Помимо этого, выделялся 1 город районного значения — Дно.
Законом Псковской области от 28 февраля 2005 года № 420-ОЗ в составе муниципального района с 1 января 2006 года было образовано 6 муниципальных образований: 1 городское поселение и 5 сельских поселений (волостей).
Муниципальное устройство в 2006—2015 годах
| № | Муниципальное образование | Статус МО | Административный центр | Количество населённых пунктов | Население 2015 |
| - | ------------------------- | --------- | ---------------------- | ----------------------------- | -------------- |
| 1 | Дно                       | ГП        | город Дно              | 4                             | 8188           |
| 2 | Выскодская волость        | СП        | деревня Выскодь        | 10                            | 845            |
| 3 | Искровская волость        | СП        | деревня Искра          | 32                            | 863            |
| 4 | Моринская волость         | СП        | деревня Морино         | 28                            | 676            |
| 5 | Гавровская волость        | СП        | деревня Гаврово        | 32                            | 512            |
| 6 | Лукомская волость         | СП        | деревня Лукомо         | 32                            | 756            |

Согласно Закону Псковской области от 30 марта 2015 года № 1508-ОЗ «О преобразовании муниципальных образований» Моринская волость вошла в сельское поселение Выскодская волость с административным центром в деревне Выскодь, Гавровская волость — в сельское поселение Искровская волость с административным центром в деревне Искра, Лукомская волость — в городское поселение Дно с административным центром в городе Дно.

## Экономика
Основу экономики района составляет промышленный комплекс, к которому относятся предприятия железнодорожного транспорта: локомотивное депо, дистанции пути, дистанции связи, дирекции по обслуживанию пассажиров, а также  Дновское  подразделение Лужского абразивного завода, ЗАО «Металлообрабатывающий завод», Дновский электромеханический завод

## Люди, связанные с Дновским районом
- Кондрашёв, Василий Васильевич (1903—1975) — участник Великой Отечественной войны, полный кавалер ордена Славы. Родился в селе Красное.
- Кузнецова, Тамара Викторовна —  полный кавалер ордена Трудовой Славы. Родилась 17 сентября 1939 года в городе Дно[27].